# Hyodon-dong
Hyodon-dong (koreanska: 효돈동) är en stadsdel i staden Seogwipo i provinsen Jeju i den södra delen av Sydkorea, 500 km söder om huvudstaden Seoul. Hyondon-dong ligger på södra delen av ön Jeju.